# Grad (terminaison)
Pour les articles homonymes, voir Grad.
Grad est une terminaison courante signifiant ville dans les langues slaves. En russe, la forme -gorod a la même signification.
Les anciens Slaves construisaient des fortifications en bois. La reconstruction proto-slave pour des telles installations est *gord, apparenté au mot allemand gard. Le mot s'est ensuite transformé en grad par métathèse du r.
Les Slaves du sud ont baptisé leurs villes ou villages de ce suffixe. En témoignent, en Bosnie-Herzégovine, Mrkonjić Grad et Višegrad ; en Croatie, Ivanić-Grad, Novigrad, Stari Grad et Biograd na Moru ; au Monténégro, Danilovgrad (« la forteresse de Danil ») ; en Macédoine du Nord, Gradsko utilise cette racine slave en préfixe. En Serbie, Belgrade, la capitale, signifie « ville blanche » ; Dimitrovgrad et Grad témoigne aussi d'un passé défensif.
En Bulgarie, les toponymes d'Assénovgrad, Bélogradtchik, Blagoevgrad, Botevgrad, Dimitrovgrad, Momtchilgrad, Razgrad ou Zlatograd, témoignent de ce suffixe.
Les Russes utilisent la version vieux slave de grad ou proprement russe de gorod dans les toponymes : Belgorod, Dimitrovgrad, Kaliningrad, Kitaï-Gorod (quartier historique de Moscou), Leningrad/Pétrograd, Nijni Novgorod, Novgorod (signifiant « nouvelle ville »), Stalingrad/Volgograd (« ville de la Volga »), Zelenograd, Zelenogradsk ou Zvenigorod.
L'ukrainien connait l'amuïssement du g en h et la forme russe de gorod devient horod dans le nom des localités de Bilhorod-Dnistrovskyï, Charhorod, Vychhorod, Oujhorod, Horodok, Novohrad-Volynskyï ou Novhorod-Siverskyï. 
On en trouve a contrario la trace dans la transcription en  russe du h germanique, qui s'écrit g : ainsi, en russe, « Stockholm » s'écrit stokgolm et « Victor Hugo » Viktor Giougo.
Le tchèque aussi  a connu un amuïssement du g en h, la forme slave devient donc hrad et hrad,  autre sens d'une enceinte fortifiée, veut dire « château-fort, château »), que l'on retrouve, en Tchéquie, dans le nom des villes de Jindřichův Hradec, Uherské Hradiště, Hradec Králové, Hradištko, et dans le quartier pragois de Hradčany où se situe le château de Prague, dans le nom de la forteresse de Vyšehrad.
En slovène aussi, grad signifie « château », « ville » se disant mesto. Dravograd, Gornji Grad et Grad (občina) signalant qu'une place forte est à l'origine de l'agglomération. Le dialecte kajkavien du croate admet le même sens, qui se retrouve  dans le nom de Gradec, la vieille ville de Zagreb.
En Hongrie, le nom des villes de Csongrád ou Visegrád (comme d'ailleurs város — village), témoignent d'un passé slave avant une occupation hongroise.

## Histoire
Un grod (ou gord) est une fortification médiévale de type slave, généralement édifiée entre le VIe et XIIe siècles en Europe centrale et orientale. Il s’agissait de sites fortifiés construits sur des emplacements stratégiques, tels que les sommets de collines, les rives de rivières, les îlots lacustres ou les péninsules.
Un grod typique se composait d’un ensemble de maisons en bois disposées en rangées ou en cercles, entouré d’un ou plusieurs anneaux défensifs constitués de remparts en terre et bois, de palissades, et parfois de fossés. Certains grods étaient de forme annulaire, avec une enceinte ronde, ovale ou occasionnellement polygonale, entourant un espace vide central. Ceux construits sur une colline naturelle ou sur un tertre artificiel adoptaient souvent une forme conique. Les grods profitant d’une protection naturelle, comme un cours d’eau ou un lac, étaient fréquemment en forme de fer à cheval. La plupart étaient bâtis dans des régions densément peuplées bénéficiant d’avantages topographiques particuliers.
À mesure que les tribus slaves s’unifiaient pour former des structures étatiques, des grods furent également édifiés dans des zones frontalières moins peuplées à des fins défensives. Les grods où résidaient des chefs ou qui se trouvaient sur des routes commerciales se développèrent rapidement. À proximité ou en contrebas du grod apparaissaient des petits habitats regroupant des serviteurs, marchands, artisans et autres individus au service des habitants de rang supérieur. Ce type de bourgade était appelé suburbium (littéralement « ville basse »), ou, en polonais, podgrodzie. En cas de danger, ses habitants pouvaient se réfugier à l’intérieur du grod. Avec le temps, le suburbium acquit ses propres fortifications.
Au Moyen Âge central, le grod évolua généralement en château fort, citadelle ou kremlin, et le suburbium en ville.

## Galerie

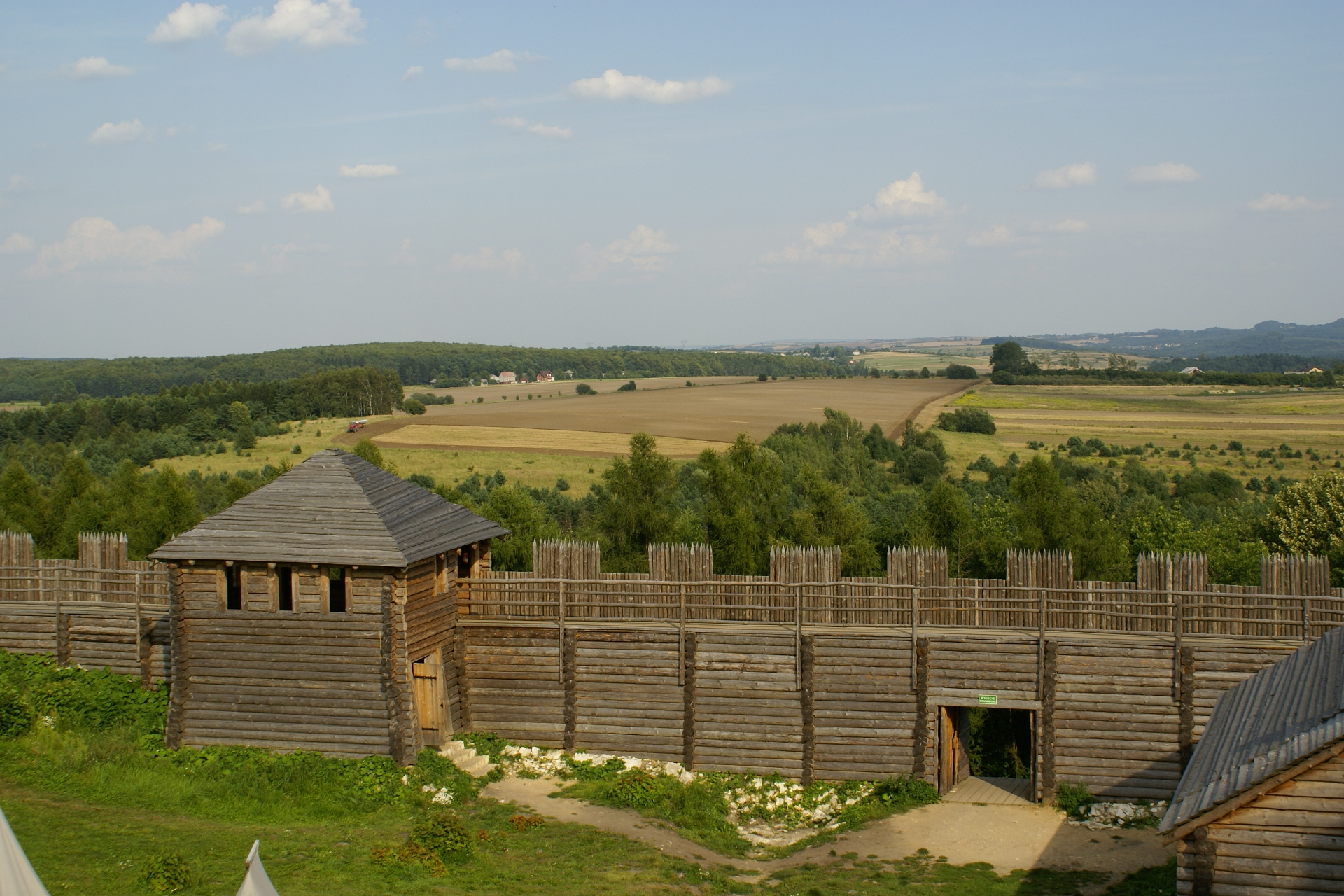
Reconstitution d'un grad slave en Pologne.
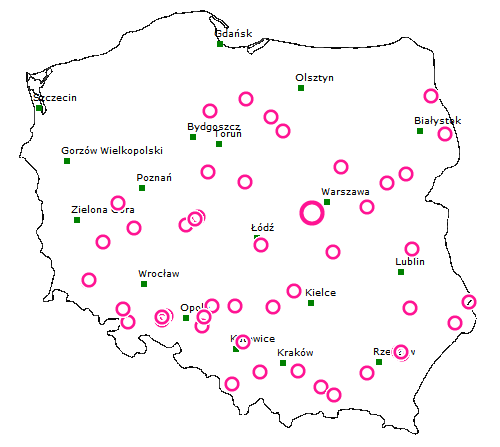
Villes polonaises dont le nom comporte la terminaison grad.
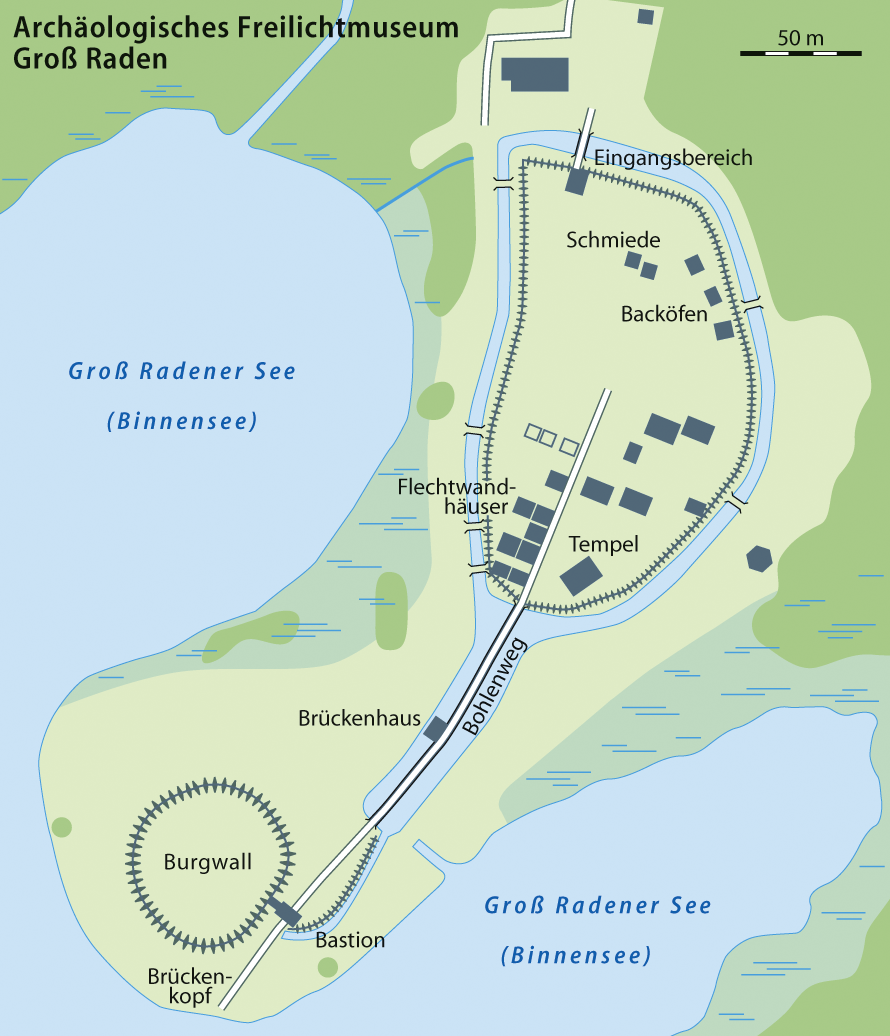
Plan du grad de Groß Raden (en).
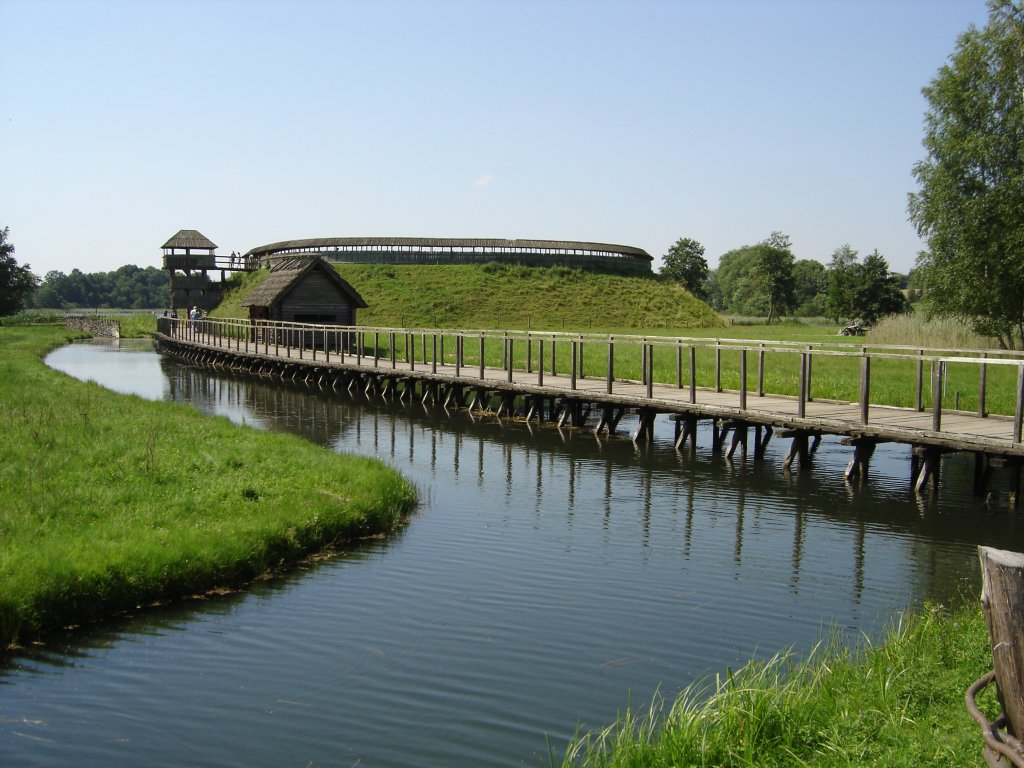
Une vue du grad de Groß Raden.
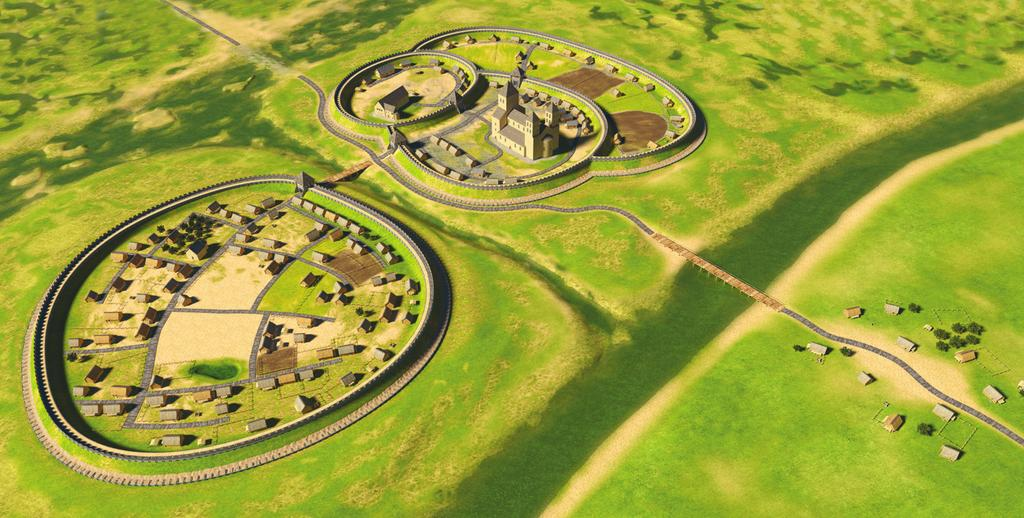
Visualisation du gród de Poznań (Xe siècle.
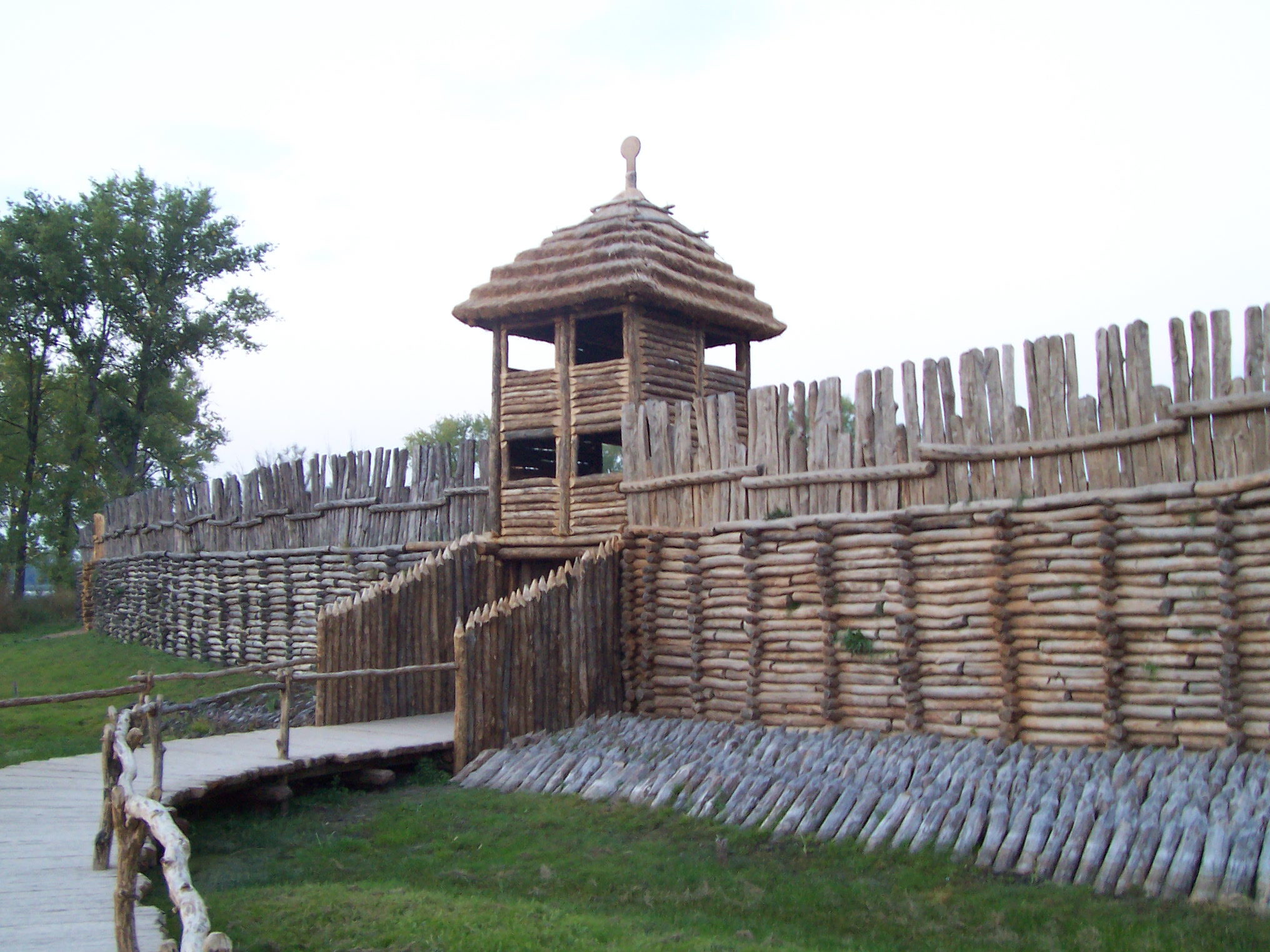
Reconstruction du grad de Biskupin.